# Seltsjoekse architectuur

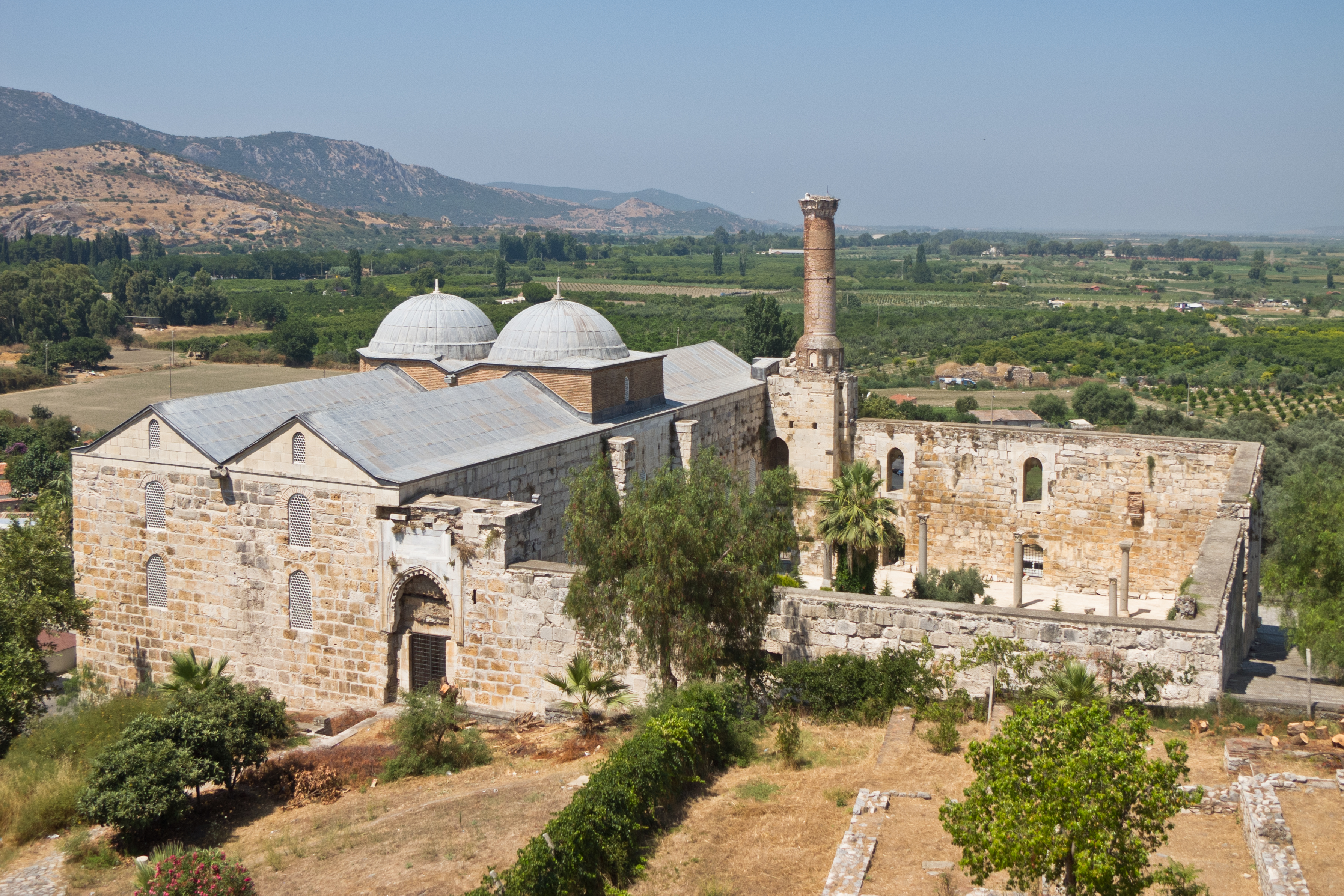
Moskee in Seltsjoekse architectuur.

De Seltsjoekse architectuur is de naam die wordt gegeven aan architectuur gebouwd in de tijd dat de Seltsjoeken het grootste deel van het Midden-Oosten en Centraal-Azië regeerden. Dit was tussen de 11e en 13e eeuw. Na de 11e eeuw kwamen de Seltsjoeken van Rum voort uit het Grote Seltsjoekse rijk en ontwikkelden hun eigen architectuur. Hun hoofdstad was Konya. Ze werden beïnvloed en geïnspireerd door de Armeniërs, Byzantijnen en Perzen.
De architectuur is te vinden in een uitgestrekt gebied dat zich uitstrekt van de Hindu Kush tot Oost-Anatolië. Ook van Centraal-Azië tot de Perzische Golf. Het thuisland van de Seltsjoekse architectuur was Turkmenistan en Iran. Hier werden de eerste permanente Seltsjoekse gebouwen gebouwd. Helaas verwoestten de Mongoolse invasies de meeste van deze gebouwen. Er zijn er nog maar een paar over. In 1063 werd Isfahan gesticht als hoofdstad van het Grote Seltsjoekse Rijk onder Alp Arslan.
De belangrijkste verandering vond plaats in het begin van de 12e eeuw. Het was de omzetting van het hypostyle-plan in een moskee met vier iwan-plannen (de Shah-moskee). Een ander moskeetype dat in die tijd werd geïntroduceerd, was de kioskmoskee, bestaande uit een koepelvormige ruimte met drie open zijden en een muur met daarin een mihrab aan de qibla-zijde. De architectuur van deze periode werd ook gekenmerkt door herdenkingsgraven. Dit waren meestal achthoekige constructies met koepelvormige daken, genaamd Kümbet of Türbe. Een indrukwekkend voorbeeld van grafarchitectuur is het mausoleum van Sultan Sanjar in Merv. Het is een enorm gebouw van 27 vierkante meter met een enorme dubbele koepel die rust op squinches en hangende muqarnas.